# Gyrinophilus palleucus
Espèce
Synonymes
- Gyrinophilus palleucus necturoides
Lazell & Brandon, 1962

Statut de conservation UICN

 VU B2ab(iii,v) : Vulnérable
Gyrinophilus palleucus est une espèce d'urodèles de la famille des Plethodontidae.

## Répartition
Cette espèce est endémique du centre des États-Unis. Elle se rencontre :
- dans le centre du Tennessee ;
- dans le nord-ouest de la Géorgie ;
- dans le nord de l'Alabama.

## Publication originale
- McCrady, 1954 : A new species of Gyrinophilus (Plethodontidae) from Tennessee Caves. Copeia, vol. 1954, no 3, p. 200-206.